# Castle of the Winds
Castle of the Winds est un jeu vidéo de type roguelike développé par Rick Saada publié par Epic MegaGames sur PC en 1993.

## Développement
Castle of the Winds est développé par Rick Saada en 1989. Celui-ci commence à s’intéresser à la programmation après avoir découvert le jeu Colossal Cave Adventure (1975) sur l’ordinateur PDP-11 du travail de son père. Inspiré par celui-ci, il développe en BASIC un premier jeu d’aventure textuel qu’il baptise Iron Mountain. Au début des années 1980, il intègre l’université de Princeton où il découvre le jeu Rogue (1980). En 1986, après avoir terminé ses études, il est recruté par Microsoft pour participer au développement de Microsoft Word. Pour perfectionner ses compétences en matière de programmation d’applications pour Windows, il commence alors à programmer un jeu dans la lignée de Rogue, Larn (1986), Omega (1987) et NetHack (1987) avec un thème inspiré de l’univers de Donjons et Dragons et de la mythologie nordique. Dans les années qui suivent, il travaille sur le jeu par intermittence pendant son temps libre, avant de lui porter plus d’attention dans les mois précédents la sortie de Windows 3.0. Tout au long du développement, il le partage sur le réseau interne de Microsoft afin d’avoir un retour de ses collègues sur son projet. La principale particularité du jeu par rapport à ses prédécesseurs réside dans l’ajout d’une option permettant de sauvegarder et de charger une partie à n’importe quel moment afin de donner au joueur la possibilité d’expérimenter plusieurs approches différentes sans avoir à recommencer le jeu depuis le début à chaque fois.

## Commercialisation
Au début des années 1990, il termine le jeu et commence à réfléchir à sa distribution. Sur le modèle de Wolfenstein 3D, il choisit de le distribuer en version shareware avant de le commercialiser. Il envisage initialement d’éditer lui-même le jeu mais il change finalement d’avis lorsque Tim Sweeney, le fondateur de Epic MegaGames, lui propose de s’en charger. Le jeu est ainsi publié en 1993 et rencontre un certain succès avec environ 13500 téléchargement de sa version shareware en plus des ventes des deux épisodes de sa version commerciale : Lifthransir's Bane et A Question of Vengeance,. Le jeu est plus tard distribué gratuitement par son créateur. 